# Lene Tranberg
 Der er for få eller ingen kildehenvisninger i denne artikel, hvilket er et problem. Du kan hjælpe ved at angive troværdige kilder til de påstande, som fremføres i artiklen.

Lene Tranberg Hansen (født 29. november 1956 i København) er en dansk modernistisk arkitekt og leder af tegnestuen Lundgaard & Tranberg.
Lene Tranberg er uddannet 1984 på Kunstakademiets Arkitektskole, hvor hun studerede under professor Erik Christian Sørensen. Hun var ansat hos Jarl Heger & Ebbe og Karen Clemmensen 1979-80, Henning Larsen 1981 og Gentofte Kommunes arkitektafdeling 1981-82.
1983 etablerede hun egen tegnestue i kompagniskab med Boje Lundgaard. Firmaet er vokset til større og større anerkendelse. I 1980'erne bidrog arkitekterne i Byg & Bo 1988, der materialiserede sig i Odense-bydelen Blangstedgård. I samme årti og begyndelsen af 1990'erne blev de kendt for kraftvarmeværker og tekniske anlæg i Horsens og Helsingør.
Lundgaard & Tranberg blev for alvor kendt i en brederede offentlighed med boligbebyggelsen Charlottehaven på Strandboulevarden, Tietgenkollegiet i Ørestaden og Skuespilhuset. Boje Lundgaard døde pludseligt i 2004 og nåede ikke at se Skuespilhuset opført.
Lene Tranberg har været lærer på Kunstakademiets Arkitektskole og lektor samme sted fra 1989 til 1998, medlem af arkitekturudvalget 1990-93,  bestyrelsesformand i Dansk Arkitektur Center 1998-2002, medlem af Statens Kunstfond, medlem af Det Særlige Bygningssyn 1995-2002 og af Akademisk Arkitektforenings retsudvalg. I april 2010 blev hun Ridder af Dannebrog og æresmedlem af The American Institute of Architects. 
Hun har været bestyrelsesmedlem i Dreyers Fond siden 2005, i Danmarks Nationalbanks Jubilæumsfond af 1968 siden 2009 og  medlem af Kulturministeriets udvalg om bygningsbevaring siden 2007
Hun har desuden modtaget Frits Schlegels Pris 1991, Kreditforeningen Danmarks Byfornyelsespris 1992, Byggefagenes Kooperative Landsforbunds Byggepris 1993, Murerprisen 1994 (med Boje Lundgaard), Eckersberg Medaillen 1994 (med Boje Lundgaard) og Betonelementprisen 1995 (med Boje Lundgaard) og alene 2007. Tre år i træk har Lundgaard & Tranberg Arkitekter modtaget RIBA European Award af Royal Institute of British Architects. Hun har også modtaget "Den grønne nål" 1997, Margot og Thorvald Dreyers Hæderspris 2002, Nykredits Arkitekturpris 2005, C.F. Hansen Medaillen 2006, Træprisen 2006, Nationalbankens Jubilæumsfonds Hæderslegat 2008, Den Nordiske Lyspris og Den Danske Lyspris 2008, Bæredygtig Beton Prisen 2009 samt iF International Forum Design Award og red dot Award 2009.